# Rödeser Berg
Der Rödeser Berg bei Nothfelden ist eine 379 m ü. NHN hohe Erhebung des Habichtswälder Berglandes im nordhessischen Landkreis Kassel.

## Geographie

### Lage
Der Rödeser Berg liegt im Naturpark Habichtswald 2 km nordwestlich von Nothfelden und 2,6 km südlich von Niederelsungen, die zu Wolfhagen gehören, sowie 3,1 km (jeweils Luftlinie) westsüdwestlich von Oberelsungen, das zu Zierenberg zählt. Die Westhänge der bewaldeten Erhebung streichen im Südwesten im Tal der Erpe und seine Osthänge in dem von deren Zufluss Dase aus.
Zusammen mit dem Warteberg (ca. 419 m), dem Burgberg (334,5 m), dem Heidelbeerenberg (ca. 398 m) und dem Stromberg (362,2 m) und ihren Ausläufern bildet der Rödeser Berg den etwa 10,5 km² großen Elsbergrücken zwischen dem Wolfhager Ortsteil Elmarshausen und dem Breunaer Ortsteil Rhöda. Diese Landschaft bestimmt mit den benachbarten Mittelgebirgsmassiven Großer Bärenberg (600,7 m), Ofenberg (372,5 m) und Isthaberg (523,1 m) das durch eine hohe Reliefenergie gekennzeichnete Landschaftsbild des nordöstlichen Wolfhager Landes.

### Naturräumliche Zuordnung
Der Rödeser Berg gehört in der naturräumlichen Haupteinheitengruppe Westhessisches Bergland (Nr. 34), in der Haupteinheit Ostwaldecker Randsenken (341) und in der Untereinheit Wolfhager Hügelland (341.3) zum Naturraum Elsbergrücken (341.31). Die Landschaft fällt nach Osten in den Naturraum Elsunger Senke (341.32) ab, nach Süden leitet sie in den Naturraum Altenhasunger Graben (341.33) über, und nach Westen fällt sie in den Naturraum Ehringer Senke (341.30) ab.

## Ökologische Bedeutung

### Flora
Der Höhenzug ist mit Laubwäldern und einzelnen Nadelholzforste bestockt. Mehrere Fichtenbestände in den Gipfellagen fielen in der jüngeren Vergangenheit Stürmen zum Opfer. Auf diesen großenteils in Sekundärsukzession befindlichen Flächen wurden inzwischen in den Randbereichen Douglasien nachgepflanzt. Altholzbestände mit starken Bäumen sind besonders im Privatwald selten und eher im nordwestlichen Bereich zu finden.
Die naturnahe Waldbestockung mit unterschiedlich alten Laubbaumbeständen ist das Ergebnis einer ökologisch ausgerichteten Waldbewirtschaftung während der letzten Jahrzehnte. Diese naturorientierte Nutzungspraxis bildet gemeinsam mit den kleinräumlichen Boden- und Klimabedingungen, der Gewässerausstattung und der Abgeschiedenheit den überaus günstigen Rahmen für eine vielfältige Pflanzen- und Tierwelt.

### Fauna
Der Rödeser Berg hat eine wichtige Trittsteinfunktion (z. B. Reinhardswald – Escheberger Wald – Rödeser Berg – Langer Wald – Kellerwald) für waldgebundene Tierarten. Er liegt inmitten zweier Vogelflugschneisen (1.: Beverungen – Warburg – Bad Arolsen – Korbach; 2.: Trendelburg – Oberelsungen – Wenigenhasungen) und unmittelbar zwischen vier Brut- und Rastgebieten mit lokaler / regionaler Bedeutung.

#### Säugetiere
Der Rödeser Berg und seine ihn umgebenden Wälder stellen einen Lebensraum für zahlreiche Säugetier- und Vogelarten dar, die dort ihre Nahrungs- und Brutreviere haben:
| - Luchs (Verdacht) - Wildkatze - Zwergfledermaus - Rauhautfledermaus | - Mückenfledermaus - Großes Mausohr - Fransenfledermaus |

#### Vögel
Die folgenden 49 Arten nutzen das Gebiet (einschließlich Erpetal) als Brutrevier (ohne Greifvögel): Aaskrähe, Amsel, Bachstelze, Gartenbaumläufer, Baumpieper, Blaumeise, Buchfink, Dohle, Dompfaff, Dorngrasmücke, Eichelhäher, Eisvogel, Elster, Fliegenschnäpper, Gartengrasmücke, Gebirgsstelze, Goldammer, Grauspecht, Grünling, Grünspecht, Haubenmeise, Heckenbraunelle, Hohltaube, Kernbeißer, Klappergrasmücke, Kleiber, Kleinspecht, Kohlmeise, Kolkrabe, Kuckuck, Misteldrossel, Mittelspecht, Schwarzspecht, Singdrossel, Sommergoldhähnchen, Star, Stieglitz, Tannenmeise, Teichhuhn, Teichrohrsänger, Wacholderdrossel, Wachtel, Waldbaumläufer, Waldkauz, Waldohreule, Wasseramsel, Weidenmeise, Zaunkönig, Zilpzalp.
Der Wespenbussard brütet dort mit vermutlich drei Paaren. Für den Rotmilan bildet das Wolfhager Land mit seinen inselartigen Waldkuppen ein hervorragendes Vermehrungsgebiet. In der Nähe der geplanten Windkraftflächen brüten fünf Paare auf einer Fläche von 13,5 km². Zwei Paare brüten in Entfernungen von jeweils etwa 1200 m zu den geplanten Windrädern.
Folgende Arten wurden bei der Nahrungssuche beobachtet:
Graureiher, Haubentaucher, Mandarinente, Mehlschwalbe, Nilgans, Rauchschwalbe, Raufußbussard (Überwinterungsgast), Reiherente, Silberreiher (Überwinterungsgast), Stockente, Uhu.
Der Schwarzstorch nutzt das Gebiet über Jahre hinweg kontinuierlich als Nahrungsgast und überfliegt den Wald, um in den Feuchtgebieten zu jagen. Für die Jahre 2005 bis 2009 konnten Horstplätze im Escheberger Wald (bei Breuna) nachgewiesen werden. Seit 2010 sind die genauen Horststandorte nicht bekannt. Sie dürften aber immer noch im Escheberger Wald oder in der hier beschriebenen Waldinsel liegen.
Die Kulturlandschaft um Wolfhagen hat ein insgesamt hohes Greifvorkommen und gilt sowohl als gut frequentierter Abschnitt für den Vogelzug als auch als Rast- und Futterplatz, zum Beispiel für den Kranich (Grus grus). Zu den regelmäßig vorkommenden Greifen gehören in diesem Landschaftsausschnitt neben dem Rotmilan (in der Reihenfolge ihrer Häufigkeit) vor allem Mäusebussard (Buteo buteo), Turmfalke (Falco tinnunculus), Sperber (Accipiter, nisus) und Habicht (Accipiter gentilis). Auch Wespenbussard (Pernis apivorus), Wanderfalke (Falco peregrinus), Baumfalke (Falco subbuteo) sowie neuerdings Schwarzmilan (Milvus migrans) nutzen das Wolfhager Land als Nahrungs- und Brutrevier.
Die Ergebnisse der genannten Arten wurden zum einen in einem Dokumentarfilm von Studenten der Universität Kassel festgehalten. Zum anderen werden in einem 46-seitigen Bericht die vorgenannten naturschutzfachlichen Aussagen mit zahlreichen Bildern, Daten und Fakten dokumentiert.

## Windpark Rödeser Berg

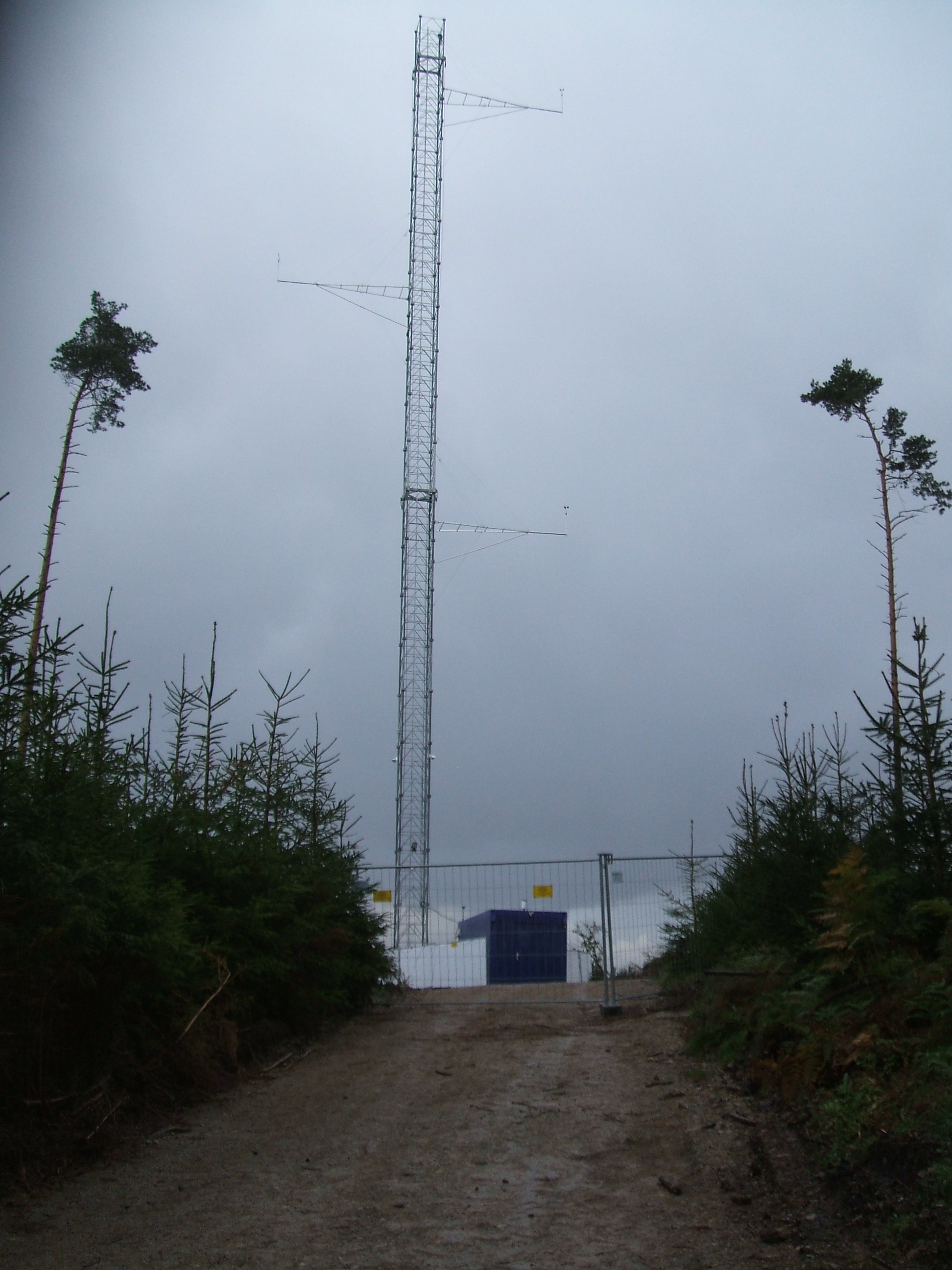
Windmessmast auf dem Rödeser Berg während des Aufbaus

Die Stadtwerke Wolfhagen planten den Bau von vier Windkraftanlagen vom Typ Enercon E-101 mit einer Nabenhöhe von 135 m, einem Rotordurchmesser von 101 m und einer Nennleistung von jeweils drei Megawatt. Als Standorte waren der Rödeser Berg bzw. in dessen Nähe der Wartheberges (Bürgerwindpark Wolfhagen) in Diskussion. Für die Windkraftanlagen wurden Kosten von insgesamt 20 Millionen Euro genannt. Kritiker bemängeln, dass die Realisierung des Windparkprojektes die direkte Lebensraumvernichtung einer Reihe geschützter Arten zur Folge hätte. Eine überparteiliche Bürgerinitiative (BI) Wolfhager Land – Keine Windkraft in unseren Wäldern hat sich vor Jahren gegen das Vorhaben gegründet und zeigt Alternativen für den Standort Rödeser Berg auf.
Für Forschungszwecke hat das Fraunhofer-Institut für Energiewirtschaft und Energiesystemtechnik den 200 m hohen Windmessmast Rödeser Berg errichtet.
Regierungspräsident Walter Lübcke übergab am 17. Dezember 2013 die Baugenehmigung für den Windpark an die Projektbeteiligten. Er sagte u. a. bei der Übergabe: „…nach unserem besten Wissen und Gewissen ist der Bescheid rechtssicher“. Nach fünfjähriger Planungszeit ging das Projekt 2014 in die Bauphase über. Einen Teil der Investitionssumme von 20 Millionen Euro bringt eine Bürgerenergiegenossenschaft ein.
Die Bürgerinitiative Wolfhager Land – Keine Windkraft in unseren Wäldern „… protestiert aufs Schärfste gegen die erteilte Baugenehmigung zur Errichtung eines Windparks auf dem Rödeser Berg.“ In ihrer Stellungnahme kündigt die Initiative weiteren Widerstand an.
Ende März 2015 wurde der Windpark Rödeser Berg eingeweiht. Da der Windpark mittlerweile in Betrieb ist, hat die Bürgerinitiative Ende April 2015 mitgeteilt, dass sie auf den Einsatz weiterer Rechtsmittel verzichtet.